# شیت (طارم)
روستای شیت از توابع بخش چورزق شهرستان طارم در استان زنجان می‌باشد. روستای شیت از روستاهای نمونه گردشگری و دارای ظرفیت‌های زیبا و طبیعی است.
این روستا دارای ۲۴۰ خانوار و قریب به هزار نفر جمعیت دارد. معیشت روستا شامل: کشاورزی، باغداری، دامداری، زنبورداری و قالیبافی و زبان مردم این روستا ترکی آذربایجانی است ‌‌.
جاذبه‌های دیدنی و گردشگری روستا: چشمه سارها، قلعه شیت، رودخانه چهار فصل، غار سیدباغی، ییلاق دولا و ییلاق نَراب، سنگ‌های دختر و پسر، امامزاده سید محمد ماهوری شیت.